# Pedro Pierluisi

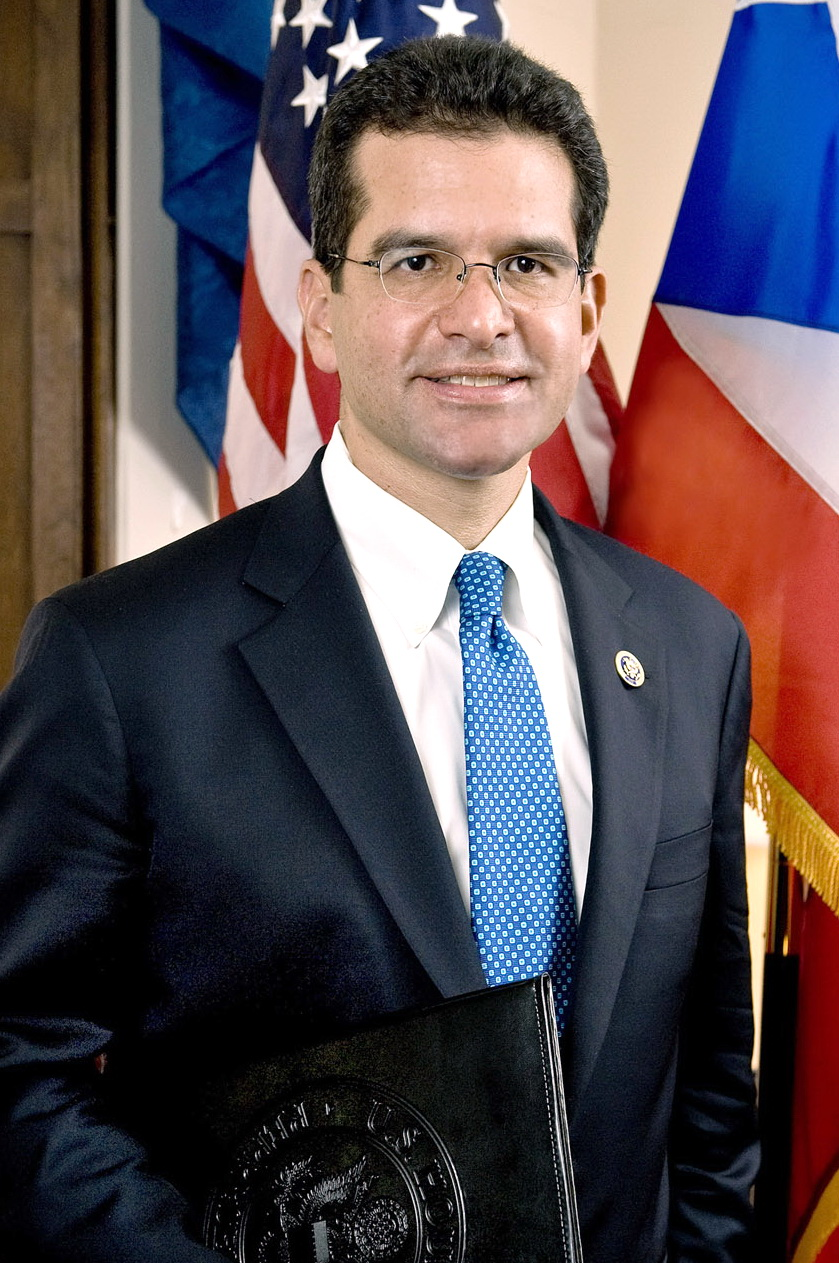
Pedro Pierluisi (2009)

 Pedro R. Pierluisi Urrutia (* 26. April 1959 in San Juan) ist ein puerto-ricanischer Politiker. Seit 2009 vertrat er Puerto Rico als Delegierter (Resident Commissioner) im Repräsentantenhaus der Vereinigten Staaten. Da er im Jahr 2016 nicht mehr kandidierte, schied er am 3. Januar 2017 aus dem Kongress aus. Von 2. August 2019 bis 7. August 2019 war er de facto Gouverneur von Puerto Rico. Seit 2. Januar 2021 ist er regulär gewählter Gouverneur des US-Außengebiets.

## Werdegang
Pedro Pierluisi studierte bis 1981 an der Tulane University in New Orleans. Nach einem anschließenden Jurastudium an der George Washington University in Washington, D.C. und seiner 1984 erfolgten Zulassung als Rechtsanwalt begann er in diesem Beruf zu arbeiten. Politisch war er zunächst im Stab des Kongressdelegierten Baltasar Corrada del Río tätig. Er wurde Mitglied der Demokratischen Partei und der puerto-ricanischen Partido Nuevo Progresista. Von 1993 bis 1996 amtierte er als Justizminister von Puerto Rico.
Bei den Kongresswahlen des Jahres 2008 wurde Pierluisi für vier Jahre als nicht stimmberechtigter Delegierter in das US-Repräsentantenhaus in Washington gewählt, wo er am 3. Januar 2009 die Nachfolge von Luis Fortuño antrat. Dort wurde er Mitglied im Ethikausschuss, im Justizausschuss und im Committee on Natural Resources sowie in drei Unterausschüssen und dem Congressional Arts Caucus.
Im November 2012 wurde Pierluisi für weitere vier Jahre in seinem Mandat bestätigt. Er setzte sich mit 48:43 Prozent der Stimmen gegen Rafael Cox Alomar von der Partido Popular Democrático durch. Im Jahr 2016 trat er nicht mehr zur Wahl an. Stattdessen kandidierte er erfolglos für das Amt des Gouverneurs von Puerto Rico. Zu seiner Nachfolgerin im US-Repräsentantenhaus wurde Jenniffer González gewählt.
Pierluisi ist ein Anhänger von Präsident Barack Obama. Im Präsidentschaftswahlkampf des Jahres 2016 unterstützte er Hillary Clinton. Er tritt für eine offizielle Aufnahme Puerto Ricos als regulärer Bundesstaat in die Vereinigten Staaten ein.
Nachdem infolge des Skandals Telegramgate Gouverneur Ricky Rosselló seinen Rücktritt angekündigt hatte, wurde Pierluisi von diesem am 31. Juli 2019 als Secretary of State nominiert, und somit als verfassungsmäßiger Nachfolger im Amt des Gouverneurs. Perluisi wurde am 2. August 2019 vom Repräsentantenhaus Puerto Ricos als Vizegouverneur bestätigt. Am selben Tag wurde er als neuer Gouverneur von Puerto Rico vereidigt. Da allerdings die Bestätigung als Secretary of State von der zweiten Kammer des Parlaments, dem Senat, noch ausständig war, wurde die Rechtmäßigkeit der Angelobung als Gouverneur vielfach in Zweifel gezogen. Nach einer Beschwerde des Senats urteilte der Oberste Gerichtshof Puerto Ricos am 7. August 2019, dass Pierluisis Vereidigung nicht verfassungsgemäß war und er somit nicht im Amt des Gouverneurs bleiben kann. Es wurde ihm bis 17:00 Uhr desselben Tages Zeit gegeben, um für eine geordnete Übergabe des Amtes zu sorgen. Als Nachfolgerin wurde Wanda Vázquez Garced vereidigt.
Bei der Vorwahl der Partido Nuevo Progresista für die Gouverneurswahl 2020 wurde Pierluisi zum Kandidaten der Partei gewählt. Aus der Gouverneurswahl am 3. November 2020 ging er als Sieger hervor. Er wurde am 2. Januar 2021 auf das Amt als Gouverneur vereidigt. Es gab eine private Zeremonie, bei der er vom Obersten Richter des Obersten Gerichtshofs, Maite Oronoz Rodríguez, vereidigt wurde. Es folgte eine kontroverse öffentliche Zeremonie auf der Nordseite des puerto-ricanischen Kapitols, bei der Pierluisi während der COVID-19-Pandemie vor 400 Gästen öffentlich den Amtseid ablegte und seine inagurale Rede hielt.
Im Februar 2021 sagte Pedro Pierluisi, der Kongress sei „moralisch verpflichtet“, auf das letztjährige Referendum zu reagieren. Am 15. März 2021 gab Pedro Pierluisi bekannt, dass der Ausnahmezustand im Zusammenhang mit dem Seeverkehr von der Hauptinsel nach Vieques und Culebra bis 2022 in Kraft bleiben würde, wenn das Fährtransportsystem privatisiert würde. Nach Gruppenprotesten gegen den unzureichenden Fährdienst, der zu Zusammenstößen zwischen Polizei und Demonstranten führte, sagte Pedro Pierluisi, er unterstütze die Aktionen der "Fuerzas Unidas de Rapida Acción", der örtlichen Abteilung der an der Demonstration beteiligten Sicherheitskräfte.
Am 20. März 2022 kündigte Gouverneur Pedro Pierluisi während der Generalversammlung der Neuen Fortschrittspartei an, dass er für eine zweite Amtszeit kandidieren werde. In einem Interview am 28. August 2022 bekräftigte er gegenüber der Presse, dass er tatsächlich erneut kandidieren werde.
Im Februar 2023 plädierte Pedro Pierluisi vor dem Senat in Washington D.C. dafür, dass die Vereinigten Staaten von Amerika dem Gesetzentwurf zustimmen, der eine Wahlkonsultation in Puerto Rico zwischen den Optionen amerikanischer Staatlichkeit, Unabhängigkeit oder Unabhängigkeit in freier Assoziation mit den Vereinigten Staaten von Amerika vorsieht.
Für die Wahl im November 2024 wurde Pierluisi von seiner Parteikollegin Jenniffer González herausgefordert. Sie gewann die parteiinterne Vorwahl und die allgemeine Wahl. Pierluisis Amtszeit endet deshalb am 2. Januar 2025. 